# Kielergata
Kielergata é uma série de televisão de drama policial norueguesa criada por Stig Frode Henriksen, Jesper Sundnes e Patrik Syversen, que estreou em 18 de outubro de 2018 na TV2. É protagonizada por Thorbjørn Harr, Andrea Bræin Hovig e Ylva Fuglerud. A série foi gravada principalmente em Fetsund, Ørje e Aurskog..
O programa foi indicado em 2019 a quatro prêmios Gullruten, incluindo melhor série dramática e melhor ator (para Harr).

## Elenco
- Thorbjorn Harr como Jonas Schulman
- Andrea Bræin Hovig como Elin Müller Schulman
- Ylva Fuglerud como Sofie Müller Schulman
- Kyrre Hellum como Geir Gregersen
- Sigurd Myhre como William Schmidtberger/Philip
- Janne Heltberg como Barbara
- Benjamin Helstad como Adam Solvang
- Alexandra Rapaport como Nina Novak/Alina
- Ole Thore Hasseldal como Haakon Walter
- Ingrid Bolsø Berdal como "Iris"
- Silje Storstein como Vigdis Walter
- Anneke von der Lippe como Henriette Maeir